# Неа Миханиона
Неа Миханиона (на гръцки: Νέα Μηχανιώνα) е градче в Гърция, дем Солунски залив, област Централна Македония със 7303 жители (2001).

## География
Градът е разположен на Халкидическия полуостров, на вдадения в Солунския залив нос Голям Карабурун.

## История
Неа Миханиона е основано от гърци бежанци от Миханиона и от други населени места в Мала Азия и Източна Тракия в 1923 г., изселени в резултат на спогодбата за размяна на населението между Гърция и Турция. В 1928 година Неа Миханиона е изцяло бежанско селище с 384 бежански семейства и 1483 жители бежанци.
| Име      | Име       | Ново име | Ново име | Описание                                                 |
| -------- | --------- | -------- | -------- | -------------------------------------------------------- |
| Тузла    | Τούσλα    | Ипсома   | Ύψωμα    | възвишение на морския бряг на СЗ от Неа Миханиона (46 m) |
| Цаирия   | Τσαΐρια   | Варика   | Βαρικά   | местност на СЗ от Неа Миханиона                          |
| Цифликия | Τσιφλίκια | Ктимата  | Κτήματα  | местност на СЗ от Неа Миханиона                          |